# 11e étape du Tour d'Italie 1999
Pour un article plus général, voir Tour d'Italie 1999.
La 11e étape du Tour d'Italie 1999 s'est déroulée le 25 mai dans les régions de Toscane et d'Émilie-Romagne. Le parcours de 127 kilomètres était disputé entre Sansepolcro, dans la province d'Arezzo et Cesenatico, dans celle de Forlì-Cesena. Elle a été remportée par l'Italien Ivan Quaranta de la formation italienne Mobilvetta.

## Récit
Ivan Quaranta remporte au sprint sa deuxième étape sur ce Giro, en devançant Mario Cipollini. Laurent Jalabert conforte son maillot rose en prenant 4 secondes de bonifications.

## Classement de l'étape
| \| 1. \| Ivan Quaranta \| \| Mobilvetta \| en \| \| \| 2. \| Mario Cipollini \| \| Saeco \| + \| 0 s \| \| 3. \| Ján Svorada \| \| Lampre-Daikin \| \| m.t. \| |                 |  |               |    |      |
| 1. | Ivan Quaranta   |  | Mobilvetta    | en |      |
| 2. | Mario Cipollini |  | Saeco         | +  | 0 s  |
| 3. | Ján Svorada     |  | Lampre-Daikin |    | m.t. |

## Classement général
| \| 1. \| Laurent Jalabert \| \| ONCE \| en \| \| \| 2. \| Marco Pantani \| \| Mercatone Uno \| + \| 4 s \| \| 3. \| Dario Frigo \| \| Saeco \| \| 1 min 02 s \| |                  |  |               |    |            |
| 1. | Laurent Jalabert |  | ONCE          | en |            |
| 2. | Marco Pantani    |  | Mercatone Uno | +  | 4 s        |
| 3. | Dario Frigo      |  | Saeco         |    | 1 min 02 s |